# Parilungbi
Der Parilungbi ist ein 6166 m hoher Berg im indischen Bundesstaat Himachal Pradesh im Westhimalaya.
Der Berg liegt im Osten von Spiti im Distrikt Lahaul und Spiti. Entlang der Westflanke strömt der Parunggletscher, der die Quelle des Parechu bildet.
Der Parilungbi wurde 1987 von einer indischen Expedition geführt von Harish Kapadia über den Südgrat bestiegen. Dies war jedoch nicht die Erstbesteigung des Gipfels.